# Am Strand von Mindanao
Am Strand von Mindanao ist ein Schlager im Tango-Calypso aus der Feder von Erwin Halletz und Hans Bradtke, der 1958 als Duett von Jimmy Makulis und Lolita veröffentlicht wurde.

## Liedtext
Im Liedtext werden „Lieder von der Südsee“, die „die Wellen, die Wogen und der Wind“ singen. Diese Lieder seien „Boten der Liebe“. „Wenn am Strande von Mindanao die Rosen blühen, klingen wieder die zärtlichen Lieder vom Glück zu zweit.“

## Veröffentlichung
1958 veröffentlichten Jimmy Makulis und Lolita das Lied als Single beim Musiklabel Polydor (23 720). Auf der B-Seite befand sich das Lied Mit etwas Liebe. Die Musik wurde von Werner Müller und seinem Orchester gespielt. Die Herstellung dieser Single erfolgte durch die Deutsche Grammophon GmbH und der Acetat-Lack-Schnitt sowie die Pressung durch die Deutsche Grammophon Gesellschaft Pressing Plant.
Im selben Jahr war das Lied auf Seite 1 von Lolitas Extended-Play-Album Mit etwas Liebe (Polydor-Nummer: 20 401) vorhanden. Das Lied Mit etwas Liebe war ebenfalls ein Duett von Jimmy Makulis und Lolita, die beiden anderen Lieder, Was ein Mann alles kann und Mexicano sang Lolita solo.
Lolita veröffentlichte das Lied auf folgenden Alben:
- Seemann, deine Heimat ist das Meer[3]
- Heimweh (2004)[4]
- Weißer Holunder (2008)[5]
- Star-Edition (2009)[6]

Auch in der bei Reader’s Digest 2013 erschienenen Kompilation Wenn Teenager träumen (Optimistische Schlager aus zwei Jahrzehnten) war das Lied vorhanden.